# Overstromingen in China in juli 2013
De overstromingen in China in juli 2013, meer bepaald in de zuidwestelijke provincies Sichuan en Yunnan, werden veroorzaakt door zware regenval. Minstens 50 mensen zijn omgekomen bij verwoestingen en aardverschuivingen veroorzaakt door de overstromingen. Duizenden huizen werden verwoest.
In het weekend van 6 en 7 juli 2013 werd het zuidwesten van China geteisterd door onweersbuien en neerslag die door sommigen werden beschouwd als de ergste in vijftig jaar. Deze neerslag leidde tot overstromingen die grote delen van zuidwestelijk China, waaronder provinciehoofdstad Chengdu, onder water zetten en bruggen en huizen vernietigden. De ergste overstromingen gebeurden in de bergachtige gebieden van Sichuan. Bepaalde bronnen noemen ook deze overstromingen de zwaarste in vijftig jaar in bepaalde delen van de regio. De overstromingen veroorzaakten ook een aardverschuiving die een gedenkmonument voor de slachtoffers van de aardbeving in Sichuan van 2008 verwoestte. In Qushan, een stad die door de aardbeving van 2008 volledig verwoest werd, stond het water 7 meter hoog. Een recent geopend museum ter nagedachtenis van de slachtoffers van die aardbeving, werd daar onder water gezet.
Op dinsdag 9 juli werd de Panjiang-brug over de Tongkou-rivier in de stad Jiangyou weggespoeld. Zes voertuigen kwamen daarbij in het water terecht. Twaalf personen zijn vermist. Dinsdagnacht kwamen 12 arbeiders om in Shouyang, in de provincie Shanxi, toen zware regenval de instorting veroorzaakte van een onafgewerkte werkplaats bij een steenkoolmijn. In het dorp Sanxi, nabij de stad Dujiangyan, veroorzaakten de overstromingen op woensdag 10 juli een aardverschuiving waarbij elf huizen en veertig mensen werden bedolven. Minstens 18 mensen kwamen daarbij om. Meer dan tweeduizend mensen werden gered uit een tunnel tussen Dujiangyan en Wenchuan, die door een aardverschuiving ingesloten was geraakt. Vanaf maandag 8 juli viel er in de regio van Dujiangyan gedurende 40 uur 94 centimeter regen, wat het meest was sinds de metingen begonnen in 1954. In Aba doodde een aardverschuiving minstens drie mensen.  In Suijiang in Yunnan overleden vier mensen door het kolkende water.
Ook in meer noordelijke provincies zijn er slachtoffers. Net buiten Peking, in de provincie Hebei, verdronken drie mensen in hun auto. Er werden ook mensen dood of vermist verklaard in de provincies Peking, Binnen-Mongolië en Gansu.
Volgens Guo Huadong, de directeur van het "Center for Earth Observation and Digital Earth" aan de Chinese Academie voor Wetenschappen, kunnen de aardverschuivingen in verband gebracht worden met de aardbeving van 2008 en de geologische instabiliteit van de regio. Mu Jianxin, een onderzoeker aan het Departement voor Irrigatie en Drainering van het Chinees Instituut voor Waterkrachtbronnen en Waterkrachtonderzoek, merkte op dat het Chinese regenseizoen langer duurde en heviger was dan de voorbije jaren. Volgens hem kan dit een gevolg zijn van de opwarming van de Aarde. Ook erosie ten gevolge van ontbossing kan als een oorzaak worden gezien.